# Woodshock
Woodshock es una película dramática estadounidense de 2017, escrita y dirigida por las fundadoras de Rodarte, Kate y Laura Mulleavy. La película, protagonizada por Kirsten Dunst, sigue a una mujer que tras la muerte de su madre comienza a tomar una droga que le genera una grave paranoia.

## Reparto
- Kirsten Dunst: Theresa.
- Pilou Asbæk: Keith.
- Joe Cole: Nick.

## Producción
El rodaje comenzó el 29 de junio de 2015, en Eureka, California.